# Eva Medusa
Eva Medusa es una serie de historietas creada por el guionista Antonio Segura y la dibujante Ana Miralles, compuesta por los álbumes Tú el veneno, Tú, el deseo y Yo, el amor. Se publicó parcialmente en la revista Viñetas y obtuvo los premios Haxtur al mejor guion y a la mejor historia larga en 1993. 
Al igual que la posterior Djinn (2001), alterna dos planos cronológicos y muestra una protagonista encantadora, capaz de subyugar a los hombres con su belleza.